# Liechtensteiner Cup 2002/03
Der Liechtensteiner Cup 2002/03 war die 58. Austragung des Fussballpokalwettbewerbs der Herren und wurde zwischen dem 24. September 2002 und 1. Juni 2003 ausgespielt. Der FC Vaduz konnte seinen Titel seit 1998 erfolgreich verteidigen und nahm damit am UEFA-Pokal 2003/04 teil.

## Teilnehmende Mannschaften
Folgende 16 Mannschaften nahmen am Liechtensteiner Cup teil:
| - FC Schaan - FC Schaan II - FC Schaan Azzurri - FC Vaduz - FC Vaduz II - FC Vaduz III - FC Ruggell - FC Ruggell II | - FC Triesenberg - FC Triesenberg II - FC Balzers - FC Balzers II - USV Eschen-Mauren - USV Eschen-Mauren II - FC Triesen - FC Triesen II |

## 1. Runde
| Datum      |                      | Ergebnis |                   |
| ---------- | -------------------- | -------- | ----------------- |
| 24.09.2002 | FC Schaan II         | 1:5      | FC Vaduz II       |
| 24.09.2002 | FC Ruggell II        | 1:5      | FC Schaan         |
| 25.09.2002 | FC Vaduz III         | 00:15    | USV Eschen-Mauren |
| 25.09.2002 | FC Schaan Azzurri    | 00:11    | FC Vaduz          |
| 01.10.2002 | FC Triesen II        | 2:8      | FC Balzers        |
| 01.10.2002 | FC Triesenberg II    | 1:5      | FC Triesen        |
| 02.10.2002 | FC Balzers II        | 4:2      | FC Ruggell        |
| 02.10.2002 | USV Eschen-Mauren II | 4:2      | FC Triesenberg    |

## Viertelfinale
| Datum      |                      | Ergebnis |                   |
| ---------- | -------------------- | -------- | ----------------- |
| 22.10.2002 | FC Balzers II        | 0:6      | FC Balzers        |
| 22.10.2002 | USV Eschen-Mauren II | 3:0      | FC Vaduz II       |
| 22.10.2002 | FC Triesen           | 5:6      | USV Eschen-Mauren |
| 06.11.2002 | FC Schaan            | 0:5      | FC Vaduz          |

## Halbfinale
| Datum      |                   | Ergebnis |                      |
| ---------- | ----------------- | -------- | -------------------- |
| 08.03.2003 | FC Balzers        | 1:0      | USV Eschen-Mauren II |
| 21.04.2003 | USV Eschen-Mauren | 1:7      | FC Vaduz             |

## Finale
| Paarung        | FC Balzers – FC Vaduz |
| Ergebnis       | 0:6 (0:4) |
| Datum          | 1. Juni 2003 |
| Stadion        | Rheinpark Stadion, Vaduz |
| Zuschauer      | 953 |
| Schiedsrichter | Dieter Schoch ( Schweiz) |
| Tore           | 0:1 Thomas Beck (10.), 0:2 Thomas Beck (18.), 0:3 Thomas Beck (35.), 0:4 Michele Polverino (45.), 0:5 Thomas Beck (75. Foulelfmeter), 0:6 Thomas Beck (90.+1') |
| FC Balzers     | ? |
| FC Vaduz       | Carlos Silva – Martin Stocklasa, Renato Brugnoli, André Niederhäuser – Martin Telser, Marco Pérez (65. Reto Mündle), Andreas Gerster, Marius Zarn (76. Benjamin Burkhardt) – Thomas Beck, Michele Polverino (43. Daniele Polverino), Vaidotas Šlekys. Cheftrainer: Walter Hörmann ( Deutschland) |